# Félix Sanzel
Félix Auguste Sanzel, né le 25 janvier 1829 à Paris, ville où il est mort le 11 décembre 1883, est un sculpteur français.

## Biographie
Félix Sanzel naît le 25 janvier 1829 dans l'ancien 6e arrondissement de Paris . Il est l'élève d'Auguste Dumont et d'Alexis-Hippolyte Fromanger à l'École des beaux-arts de Paris.
Il expose au Salon de 1849. Il réalise des commandes publiques pour le palais du Louvre, le palais Garnier où la reconstruction de l'hôtel de ville de Paris. Il obtient une mention d'honneur au Salon de 1861. Sanzel remporte une médaille au Salon de 1868 pour L'Amour captif, un groupe en marbre ornant la roseraie qui, au jardin des plantes de Paris, longe la galerie de Minéralogie et de Géologie.
Son domicile et atelier est situé au no 16 de la rue de Châlons à Paris.
Il meurt en son domicile dans le 12e arrondissement de Paris le 11 décembre 1883 , et, est inhumé à Paris au cimetière du Père-Lachaise (73e division).

## Œuvres dans les collections publiques
- Orléans, musée des beaux-arts : L’Espiègle, 1868, statue en marbre.
- Paris :
  - École normale supérieure : Fénelon, buste en marbre.
  - Jardin des plantes : L’Amour captif, 1868, groupe en marbre..
  - Musée d'Orsay : La Dignité, esquisse en plâtre[6].
  - Palais Garnier : La Dignité, statue en plâtre, grand foyer de l'opéra, hauteur 2,5 m.
- Localisation inconnue : Cérès, 1862, statue en marbre d’après l’antique. Initialement pour le palais du Louvre.

## Salons
- 1849 : Portrait de M. N., médaillon en plâtre.
- 1850 : Le Baiser à Dieu, statue en plâtre.
- 1853 : Portrait de M. F. C., médaillon en plâtre.
- 1857 : L’Enfant aux pipeaux, bronze.
- 1859 : Ixus, statue en plâtre.
- 1865 : L’Amour vainqueur, statue en plâtre.
- 1866 : Momus, statue en plâtre.
- 1867 : La Petite Fileuse, statue en marbre ; Marin lançant une amarre, statue en plâtre.
- 1868 : L’Amour captif, statue en marbre.
- 1869 : Quand l’Amour s’en va, groupe en plâtre.
- 1870 : La Petite Bacchante, statue en marbre.
- 1877 : Les Bulles de savon, statue en marbre.
- 1878 : L’Invasion, groupe en plâtre.
- 1883 : M. de Lanessan, buste en bronze.

Œuvres de Félix Sanzel
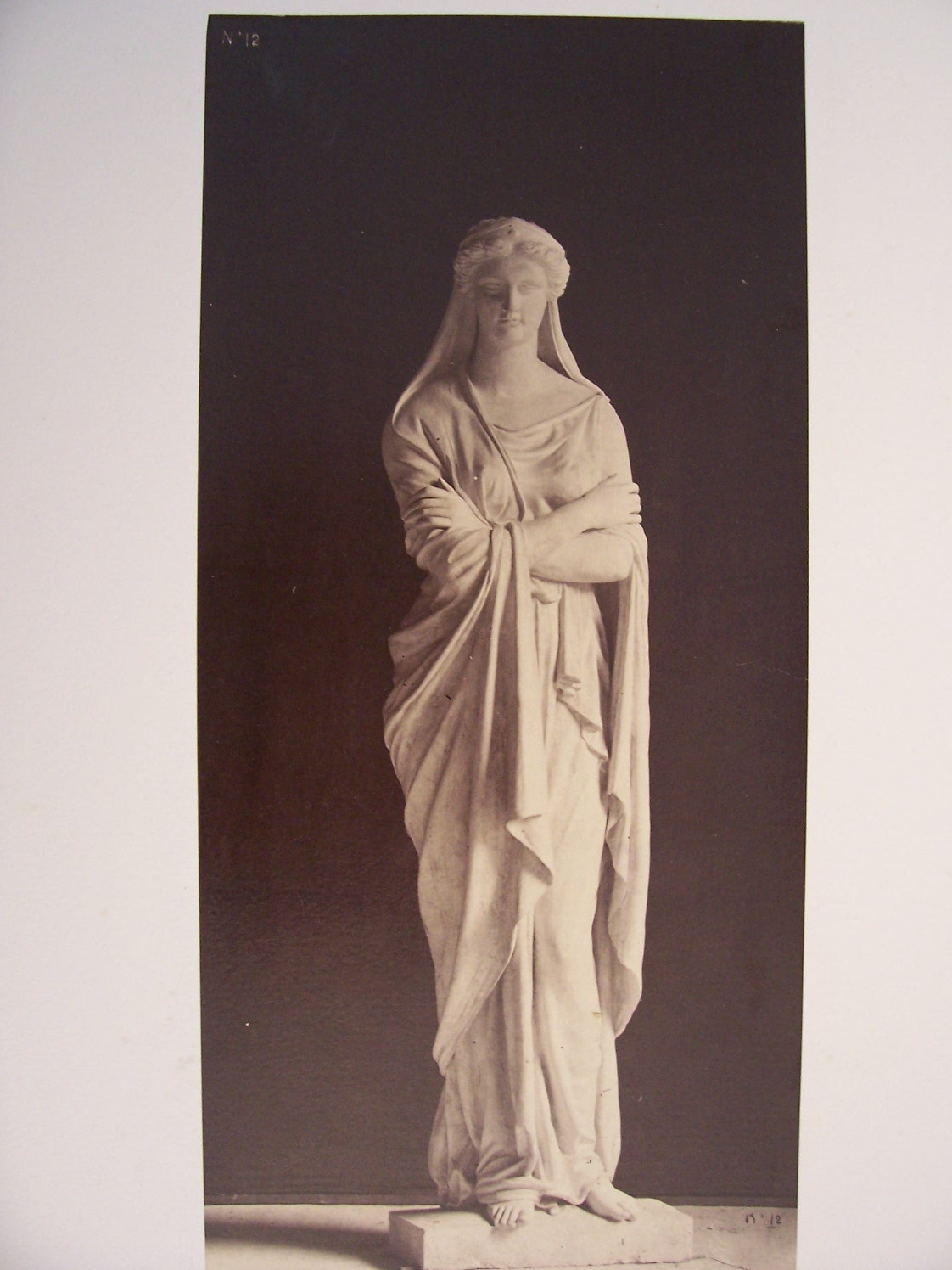
La Dignité, Paris, opéra Garnier.
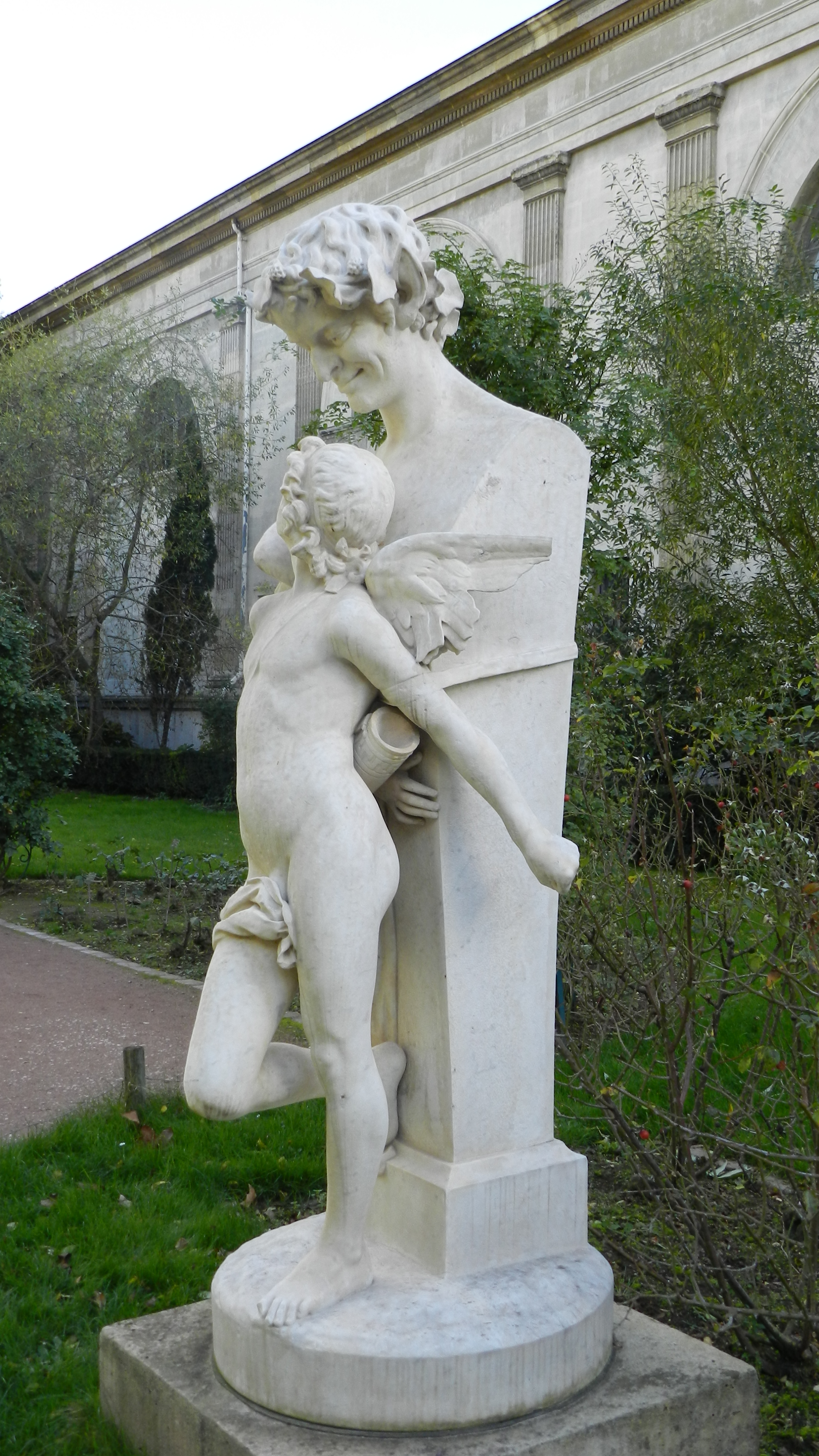
L'Amour captif (1868), Paris, Jardin des plantes.

## Élèves
- Jules-Rémy Baudon

## Hommages
- Prix Sanzel, récompense attribuée par l'École des beaux-arts de Paris à la suite d'un legs pour la fondation d'un concours d'esquisses[7].